# Trox variolatus
Trox variolatus is een keversoort uit de familie beenderknagers (Trogidae). De wetenschappelijke naam van de soort is voor het eerst geldig gepubliceerd in 1844 door Melsheimer.